# Heungdeok-gu
Heungdeok-gu (koreanska: 흥덕구) är ett av de fyra stadsdistrikten i staden Cheongju i Sydkorea.  Det ligger i provinsen Norra Chungcheong, i den centrala delen av landet, 110 km söder om huvudstaden Seoul. Antalet invånare är 267 484 (2019).
Heungdeok-gu utgör den västra delen av Cheongju.

## Administrativ indelning
Heungdeok-gu består av dels ett stadsområde (61,92 km²) som är indelat i stadsdelar, dels ett ytterområde (136,88 km²) som är indelat i en köping och två socknar.

### Stadsdelar
De åtta stadsdelarna (dong) har totalt 216 896 invånare:
Bokdae1-dong,
Bokdae2-dong,
Bongmyeong1-dong,
Bongmyeong2 Songjeong-dong,
Gagyeong-dong,
Gangseo1-dong,
Gangseo2-dong och
Uncheon·Sinbong-dong.

### Ytterområde
Köpingen (eup) och de två socknarna (myeon) har totalt 50 589 invånare:
Gangnae-myeon, Oksan-myeon och Osong-eup.